# Bryonia dioica
Bryonia dioica, llamada popularmente tuca, nueza o nabo del diablo, es una especie de la familia Cucurbitaceae.
Habita en los bosques de la Europa meridional y central, además de en el continente americano.

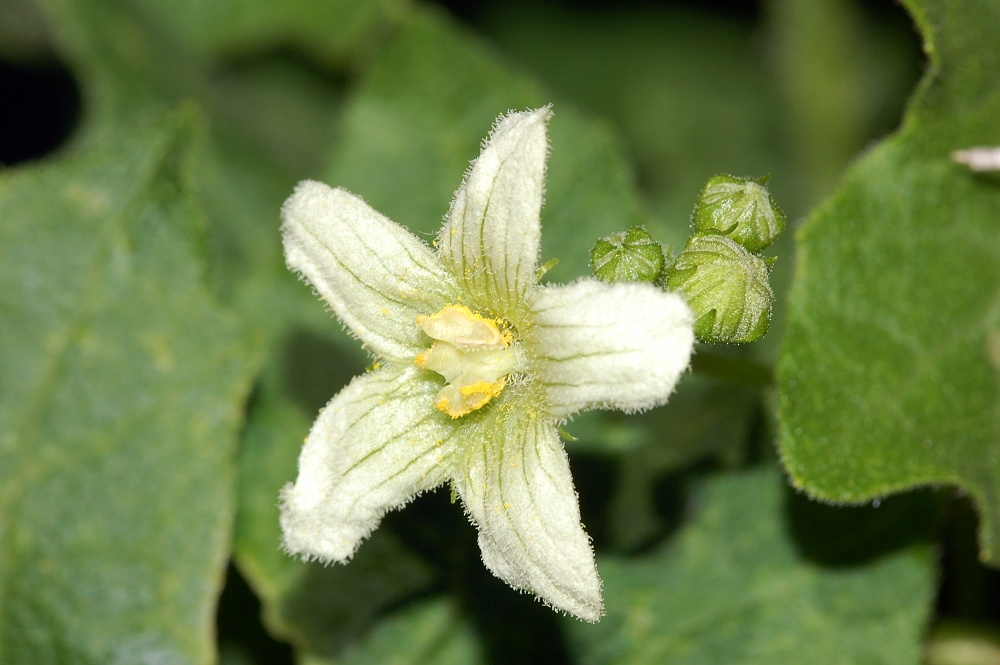
Flor.

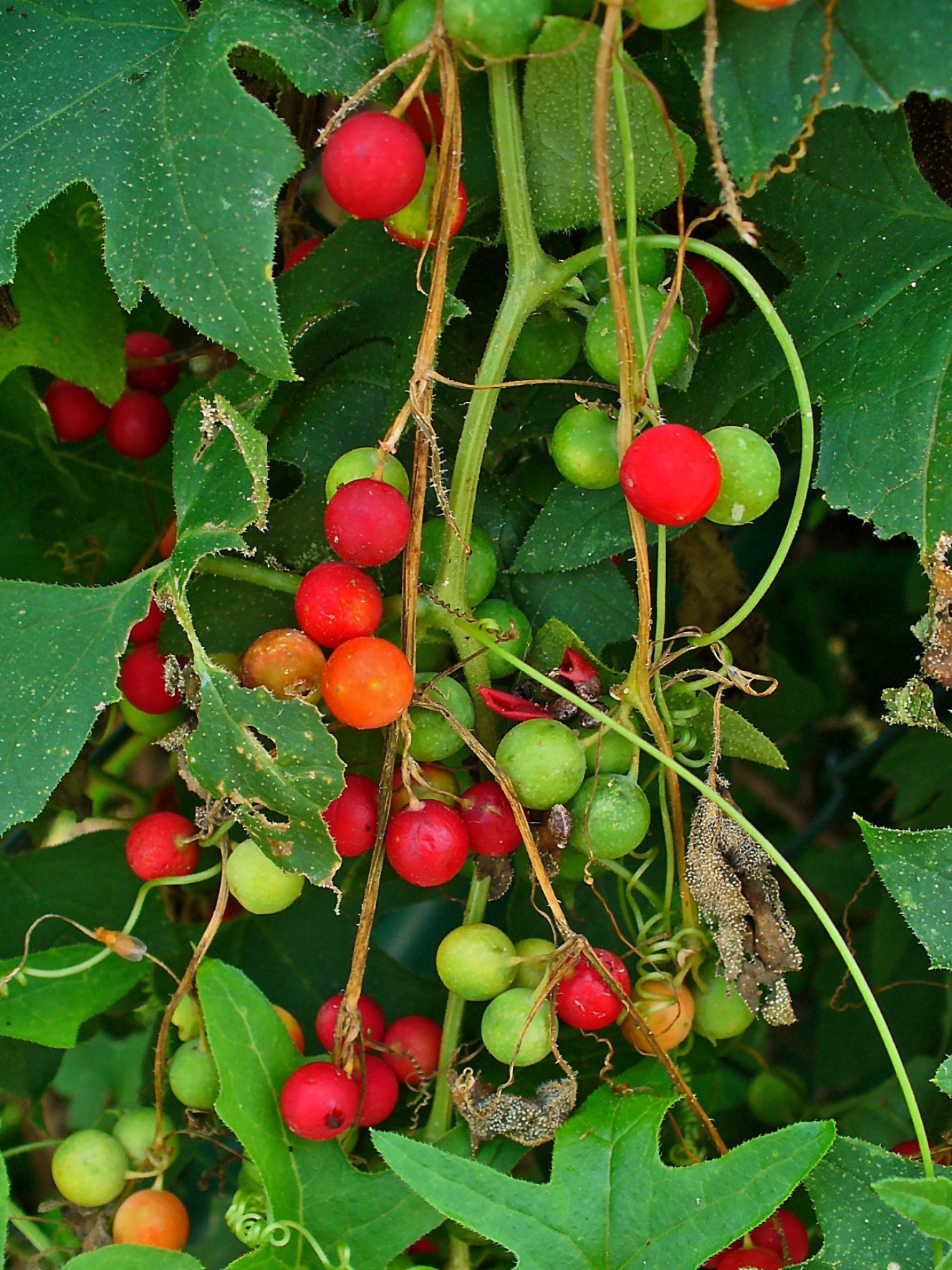
Frutos.

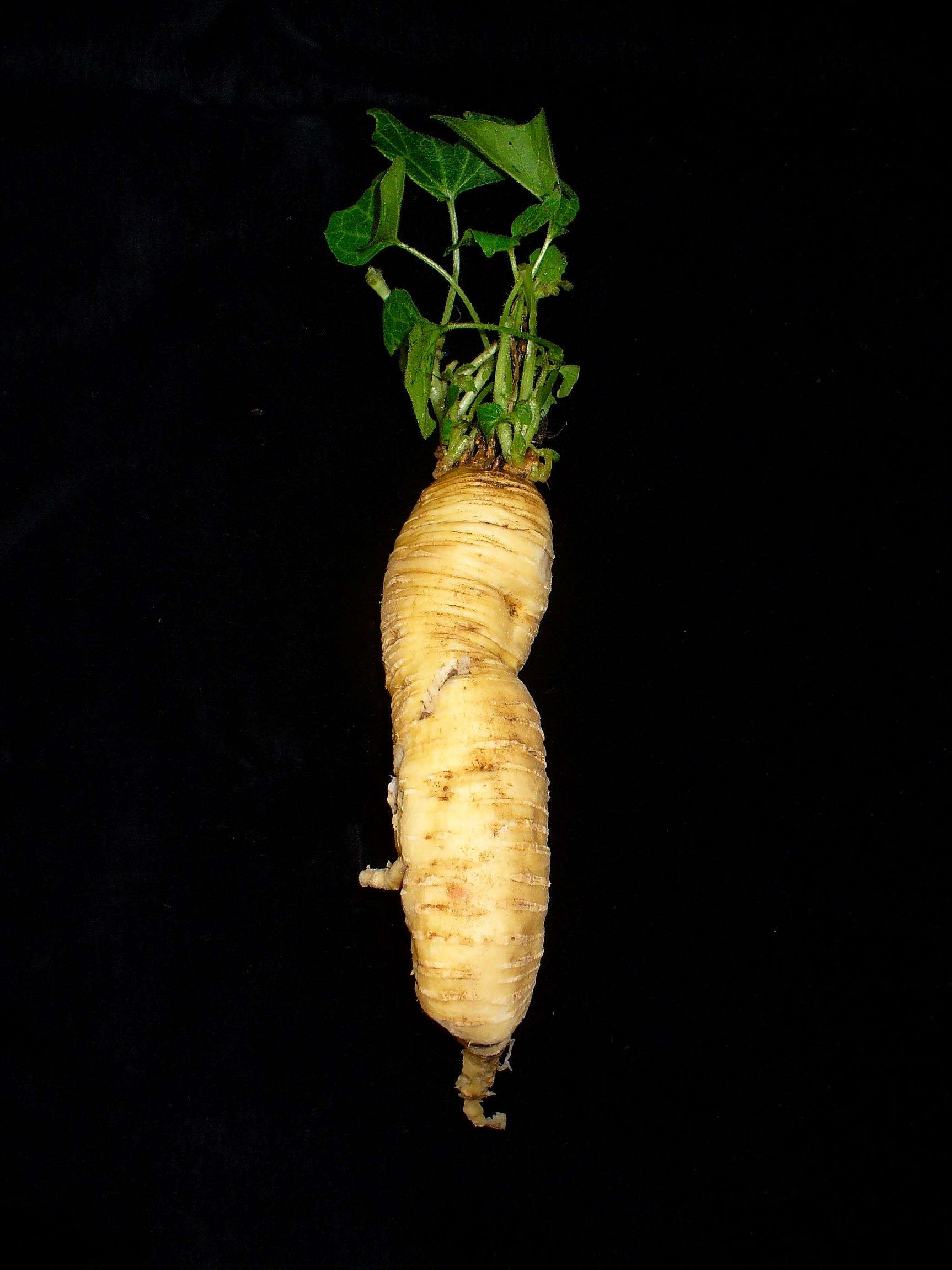
Raíz.

## Toxicidad
Todos los órganos aéreos de las especies del género Bryonia contienen sustancias cuyo consumo puede provocar problemas en la salud humana según el compendio publicado por la Autoridad Europea de Seguridad Alimentaria en 2012. En concreto se ha detectado la presencia de sustancias derivadas de triterpenos tetracíclicos oxigenados tales como la cucurbitacina.

## Síntomas
La aplicación del zumo de la planta sobre la piel produce irritación con aparición de vesículas. En uso interno, (ingestión de las bayas o del jugo) ataca violentamente el aparato digestivo, produciendo, si las dosis son menores, dolor de estómago, diarrea, vómitos, taquicardia, hipotensión, etc. Si la dosis ingerida es mayor, produce la muerte por insuficiencia respiratoria. Se calcula que entre 40 o 50 bayas producen la muerte de un adulto y que un niño se puede morir con la ingesta de 15. Estas cantidades aún pueden ser menores en algunos casos

### Actuación Médica
Provocar vomitos sin vomitivos, estimulantes cardiacos, administración de líquidos, respiración asistida y sedativos.

## Taxonomía
Bryonia dioica fue descrita por Nikolaus Joseph von Jacquin y publicado en Florae Austriaceae 2: 59–60, pl. 199. 1774.
Sinonimia
- Bryonia sicula Guss. [1844]
- Bryonia digyna Pomel [1874]
- Bryonia ruderalis Salisb. [1796]
- Bryonia cretica subsp. dioica (Jacq.) Tutin[3]

## Nombres comunes
Agrianpelos, aguilonia, alfesera, alfesir, alfesira, amorca, anorza, beleño, berza, boudaña, brionia, brionía, brionia blanca, cabaceira de raposa, carbasina, ceñidero, comida de culebra, comida de culebras, congoria, corriyuela, curriola, enredadera, enredadera de culebra, enredadera silvestre, espalbo, espárrago, espárrago borde, espárrago culebrero, espárrago de barranco, espárrago de cruz, esparrágo de cruz, esparrágo de hoja, espárrago de hoja ancha, espárrago de huerta, espárrago del burro, espárrago de nuez, espárrago de nueza, espárrago de zorra, espárrago lagañoso, espárrago mocoso, espárragos, espárragos bastos, espárragos de azúcar, espárragos de calabaza, espárragos de cruz, espárragos de culebra, espárragos de nogal, espárragos de nuez, espárragos de nueza, espárragos de pobre, espárragos de regadera, espárragos de turca, espárragos finos, espárragos lagañosos, espárragos lagarteranos, espárragos pelúos, espárragos velludos, espárrago trigueño, esparraguera, espárraguera, esparrogo de cruz, herba dos lamparons, herba papeira, hiedra, mata de lampazo, meloneras, melones, nabo, nabo da norza, nabo da nouza, nabo de la junciana, nabo de la nuez, nabo-deu, nabo gallego, nabo montés, noiza, nuégado, nuerza, nueza, nueza áspera, nueza blanca, nueza morisca, nueza negra, panes de truca (tubérculo), parra, parra de culebra, parra de lagarto, parra de sapo, parral de sapo, parras de culebra, parra zarzalera, parrilla, raíz de la ciel, raíz de la hiel, raíz de nueza, raíz de sapo, revientabueyes, revientaelbuey, saltasebes, serpentaria mayor, silonia, tarayo de nuez, trababedarri de las matas, tragoncia, trepadera, truca, tuca, túcar, turca, uvas de lagarto, uvas de perro, uvas de perro rabiau, uvas de perru, veniña, vid blanca, viña blanca, viñas de culebra, viñas de las culebras, zarzaparrilla, zarcillos.

## Referencias

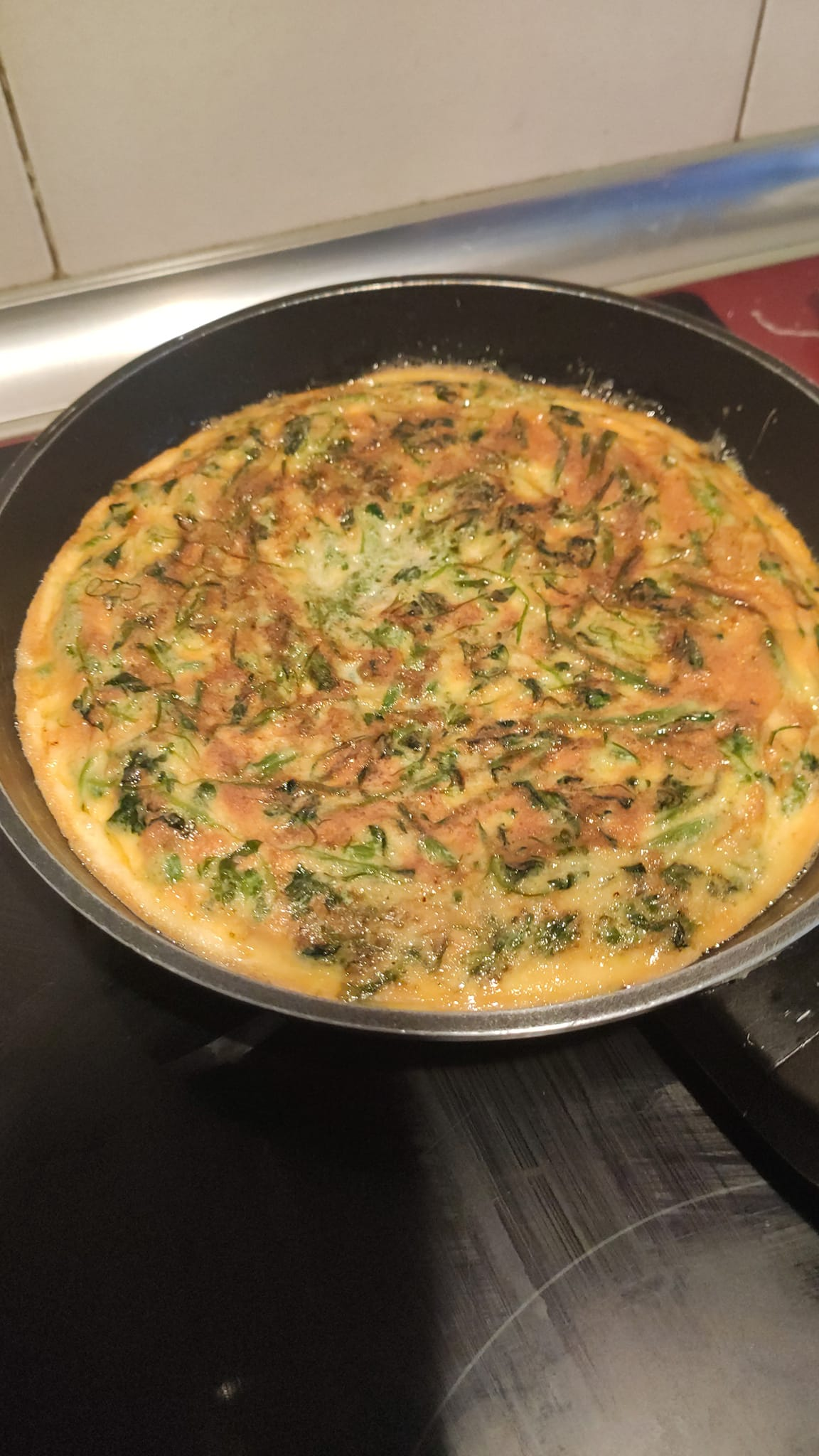
Tortilla de tuca

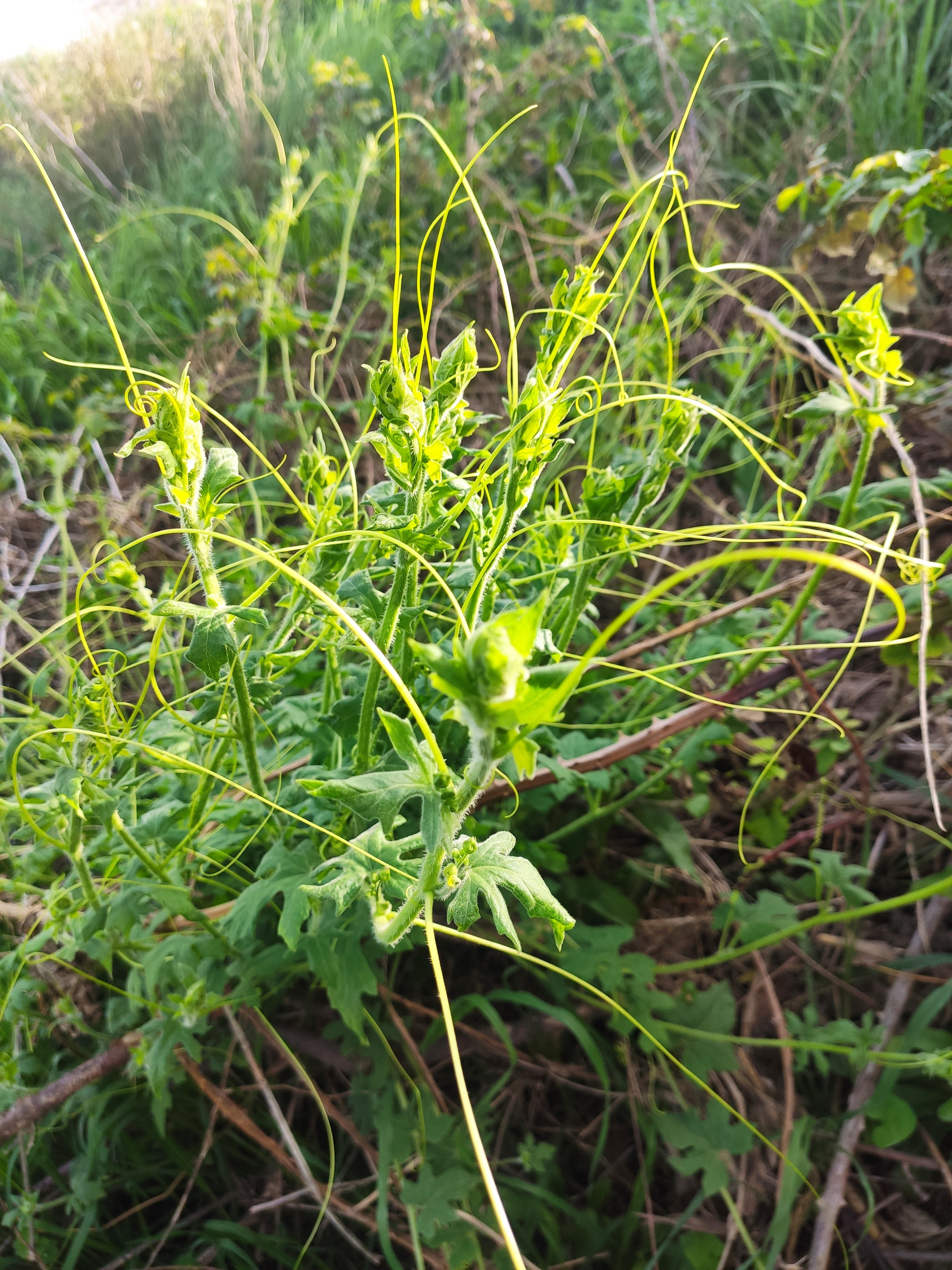